# Marlon Fossey
Marlon Joseph Fossey (Los Angeles, 9 settembre 1998) è un calciatore statunitense con cittadinanza britannica, difensore dello Standard Liegi.

## Biografia
Nato a Los Angeles, Fossey si trasferì all'età di quattro anni sull'Isola di Jersey, luogo originario della madre, con tutta la sua famiglia. All'età di 11 anni si trasferì in Inghilterra, ottenendo così la cittadinanza britannica.

## Caratteristiche tecniche
Ha iniziato la sua carriera come ala per poi convertirsi a terzino, giocando preferibilmente sulla fascia di destra.

## Carriera

### Club

#### Gli inizi al Fulham e prestito allo Shrewsbury Town
Fossey ha iniziato la sua carriera calcistica tra le file del Fulham già dall'età di 11 anni, dopo esser stato notato da un osservatore mentre giocava un torneo giovanile a Jersey. Tuttavia, la sua carriera giovanile è stata segnata da un infortunio al ginocchio.
Nell'agosto 2020 firma il suo primo contratto da professionista, trasferendosi in prestito allo Shrewsbury Town. Ha fatto il suo debutto ufficiale con gli Shrews il 4 settembre, sostituendo Donald Love nella sconfitta esterna avvenuta per 4-3 contro il Middlesbrough in Carabao Cup. Il 29 dicembre 2020 è stato annunciato che il prestito era stato interrotto prematuramente.

#### Prestito al Bolton
Dopo essere ritornato al Fulham, ha deciso di rinnovare il proprio contratto per altri due anni. Il 3 gennaio 2022 è stato ceduto in prestito al Bolton per 6 mesi, dopo aver rifiutato un'offerta dall'Inter Miami di David Beckham in Major League Soccer. Ha fatto il suo esordio ufficiale il giorno successivo alla firma, in una gara vinta per 1-0 contro l'Hartlepool United valida per il Papa John's Trophy. Ha segnato la sua prima rete il 12 febbraio seguente, nella gara pareggiata per 2-2 in casa contro l'Oxford United. Il 18 marzo è stato ufficializzato il suo ritorno al Fulham a seguito di una lacerazione al menisco del ginocchio sinistro subita durante la gara contro il Plymouth Argyle, terminando così anticipatamente la sua stagione.

#### Standard Liegi
Il 6 settembre 2022 viene ufficializzato il suo passaggio a titolo definitivo allo Standard Liegi. Ha debuttato per il club belga il 9 ottobre seguente, subentrando a Gilles Dewaele nella gara vinta per 1-0 in casa del Charleroi. Ha messo a segno la sua prima rete in un campionato di massima divisione il 23 ottobre, nella gara vinta per 5-0 a tavolino contro i rivali dell'Anderlecht, sospesa al 57º minuto a causa dei continui lanci di fumogeni da parte dei tifosi ospiti. Terminerà la stagione 2022-2023 con 22 presenze e quattro reti segnate.
Il 23 maggio 2023 rinnova il proprio contratto con il club fino al 2027. Il 5 novembre sarà vittima di un infortunio al ginocchio durante la gara contro il KV Mechelen, venendo sostituito all'undicesimo minuto da Gilles Dewaele. Il 26 gennaio 2024 torna al gol in una gara contro il Cercle Bruges. Il 16 febbraio seguente, in occasione di una gara contro il Westerlo, è nuovamente costretto ad uscire dal campo per via di un infortunio alla coscia. Termina la sua seconda annata in Belgio totalizzando 28 presenze e 4 reti.

### Nazionale
Fossey ha rappresentato gli Stati Uniti a livello giovanile Under-20.
Il 10 settembre 2024 esordisce in nazionale maggiore nell'amichevole pareggiata 1-1 contro la Nuova Zelanda.

## Statistiche

### Cronologia presenze e reti in nazionale
| Cronologia completa delle presenze e delle reti in nazionale ― Stati Uniti | Cronologia completa delle presenze e delle reti in nazionale ― Stati Uniti | Cronologia completa delle presenze e delle reti in nazionale ― Stati Uniti | Cronologia completa delle presenze e delle reti in nazionale ― Stati Uniti | Cronologia completa delle presenze e delle reti in nazionale ― Stati Uniti | Cronologia completa delle presenze e delle reti in nazionale ― Stati Uniti | Cronologia completa delle presenze e delle reti in nazionale ― Stati Uniti | Cronologia completa delle presenze e delle reti in nazionale ― Stati Uniti |
| Data                                                                       | Città                                                                      | In casa                                                                    | Risultato                                                                  | Ospiti                                                                     | Competizione                                                               | Reti                                                                       | Note                                                                       |
| -------------------------------------------------------------------------- | -------------------------------------------------------------------------- | -------------------------------------------------------------------------- | -------------------------------------------------------------------------- | -------------------------------------------------------------------------- | -------------------------------------------------------------------------- | -------------------------------------------------------------------------- | -------------------------------------------------------------------------- |
| 10-9-2024                                                                  | Cincinnati                                                                 | Stati Uniti                                                                | 1 – 1                                                                      | Nuova Zelanda                                                              | Amichevole                                                                 | -                                                                          |                                                                            |
| 23-3-2025                                                                  | Inglewood                                                                  | Canada                                                                     | 2 – 1                                                                      | Stati Uniti                                                                | CONCACAF Nations League 2024-2025 - Finale 3º posto                        | -                                                                          | 46’                                                                        |
| Totale                                                                     |                                                                            | Presenze                                                                   | 2                                                                          |                                                                            | Reti                                                                       | 0                                                                          |                                                                            |

## Palmarès

### Competizioni internazionali
- Campionato nordamericano di calcio Under-20: 1

2017